# پروپوکسیکائین
پروپوکسیکائین (به انگلیسی: Propoxycaine) یک ترکیب شیمیایی با شناسه پاب‌کم ۶۸۴۳ است. که جرم مولی آن ۲۹۴٫۳۸۹۲۴ g/mol می‌باشد. 